# Hailsham
Hailsham – miasto w Wielkiej Brytanii, w Anglii, w hrabstwie East Sussex. W 2007 r. miasto to zamieszkiwało 19 836 osób.

## Miasta partnerskie
- Gournay-en-Bray